# Cranopsis billsae
Cranopsis billsae är en snäckart som först beskrevs av Perez Farfante 1947.  Cranopsis billsae ingår i släktet Cranopsis och familjen nyckelhålssnäckor. Inga underarter finns listade i Catalogue of Life.